# The Slow Express
The Slow Express è un cortometraggio muto del 1918 diretto da Roy Clements.

## Produzione
Il film fu prodotto dalla Nestor Film Company e dall'Universal Film Manufacturing Company.

## Distribuzione
Distribuito dall'Universal Film Manufacturing Company, il film - un cortometraggio di una bobina - uscì nelle sale cinematografiche USA il 23 settembre 1918.